# Guemar
Guemar là một đô thị thuộc tỉnh El Oued, Algérie. Dân số thời điểm năm 2002 là 29.185 người.